# Ononis avellana
Ononis avellana är en ärtväxtart som beskrevs av Auguste Nicolas Pomel. Ononis avellana ingår i släktet puktörnen, och familjen ärtväxter. Inga underarter finns listade i Catalogue of Life.